# Ponor (gmina)
Ponor – gmina w Rumunii, w okręgu Alba. Obejmuje miejscowości După Deal, Geogel, Măcărești, Ponor, Valea Bucurului i Vale în Jos. W 2011 roku liczyła 540 mieszkańców. 